# الصحافة الأمريكية الألمانية
تشمَل الصحافة الأمريكية الألمانية الصحف والمجلات ووسائل الإعلام الأحدث، مع تغطية المراسلين والمحررين والمعلقين والمنتجين وغيرهم من الموظفين الرئيسيين. تم استيعاب الأمريكيين الألمان في العشرينيات من القرن العشرين، وأُغلقت منشورات اللغة الألمانية واحدة تلوّ الأخرى بسبب نقص القراء.

## الصحافة المبكرة في ولاية بنسلفانيا
كانت ولاية بنسلفانيا المركز السكاني والديني والثقافي والفكري لأمريكا الألمانية. في حين أن عددًا قليلًا من الألمان يعيشون في فيلادلفيا نفسها، إلا أنها كانت مركزًا مناسبًا لنشر الصحف. حاول بنيامين فرانكلين إنشاء صحيفة باللغة الألمانية وفشل في ذلك. كان الناشر الأول هو كريستوفر ساور 1693-1758 الذي هاجر إلى فيلادلفيا في عام 1724 وبدأ في نشر كتب باللغة الألمانية، الأناجيل والكراسات الدينية في عام 1738. في عام 1739 بدأ بنشر صحيفة شهرية، كاتب التاريخ الألماني العالي في ولاية بنسلفانيا (أناليست بنسلفانيا الألمانية العليا)، سمّيت في وقت لاحق تقارير بنسلفانيا وصحيفة جيرمانتاونر. كانت واحدة من أكثر الصحف تأثيرًا قبل الثورة في المستعمرات. أكّد ساور على الأخبار والجدل فيما يتعلق بالعديد من الطوائْف الدينية الهولندية في ولاية بنسلفانيا؛ أثار غضب المجتمع اللوثري بسبب سخريته المستمرة من التقاليد والأشكال الصورية التي يحتفظ بها هذا المجتمع.
تولى الأبن كريستوفر ساور الثاني 1721-1784 الأعمال التجارية وكزعيم لطائفة الإخوة المعمدانية الألمانية (دانكر) عارض العبودية وعزز السلام. ومع ذلك، خلال الثورة الأمريكية، دعم قضية الموالين. أصبح ابنه كريستوفر ساور الثالث 1754-1799 محررًا وسخر من الوطنيّين بإعتبارهم عبيدًا للكونغرس وحثالة السكان الذين قلبوا المجتمع رأسًا على عقب حتى أصبح صانع الأحذية جنرالًا وأصبح الصياد أمير الأسطول. اقتصر التداول إلى حد كبير على الجنود، وعندما انتهت الحرب، تحولت حالة الأب إلى حالة فقر، وذهب الابن في المنفى وأسسّ صحيفة ألمانية في إقليم نيو برونزويك، كندا.
دعمت معظم الصحافة الألمانية في ولاية بنسلفانيا الاستعمارية قضية باتريوت في الثورة الأمريكية. كان أهم شخصية هو المحرر جون هنري ميلر، وهو مهاجر من ألمانيا. نشر ترجمة ألمانية لإعلان الاستقلال عام 1776 في صحيفته فيلادوبيس ستاستبوت. غالبًا يكتب ميلر عن التاريخ والأسطورة السويسرية، مثل أسطورة ويليام تل، لتوفير سياق لدعم الوطنيين في الصراع مع بريطانيا.
في فترة من عام 1772 إلى أوائل أربعينيات القرن التاسع عشر، هاجر عدد قليل من الألمان إلى ولاية بنسلفانيا، لذلك كان هناك القليل من ضخّ التقنية الصحفية المتقدمة من ألمانيا. ركزت العديد من الصحف الصغيرة بشكل متزايد على المجتمع الهولندي المحلي في ولاية بنسلفانيا، وغيرت اللغة من الألمانية الراقية إلى اللهجة المحلية. بحلول عام 1802، نشر الألمان البنسلفانيون الصحف ليس فقط في فيلادلفيا، ولكن أيضا في لانكستر، ريدينغ، إيستون، هاريسبورغ، يورك، ونوريستاون. بدأت دير وهرهيتسفريوند في النشر عام 1873 وهي أقدم صحيفة كاثوليكية ألمانية في أبرشية سينسيناتي.

## الصحافة المبكرة مع التوزيع على الصعيد الوطني
في عام 1834 أسس ج. ج. ويسلهوفت في فيلادلفيا صحيفة (العالم القديم والجديد) وقام بتوسيعها بمساعدة ويليام راد.

## حَرْب أَهْليّة
فر العديد من "ثمانية وأربعين" إلى أمريكا بعد فشل الثورة الليبرالية في ألمانيا. متعلمين تعليمًا جيدًا، أصبح الكثيرون محررين مثل إميل بريتوريوس 1827 - 1905 في سانت. لويس، مركز رئيسي للثقافة الألمانية في الغرب. كان قائدا للمجتمع الأمريكي الألماني كمالك ومحرر جزئي لصحيفة ويستليش بوست، في سانت لويس 1864-1905 فرانز غريم، المحرر المنفي ل "بلاتر دير زيت" في برونزويك، ألمانيا، أُعيد توطينه عبر سانت. لويس في بيلفيل، إلينوي، حيث أصبحت بيلفيلر تسايتونغ صوتاً مؤثرًا للأمريكيين الألمان في جنوب إلينوي. كان غريم مؤثرًا في دعم أبراهام لينكولن لترشيح عام 1860 وفي شرح قضايا الحرب لقرائِه.
كتب هيرمان راستر بحماس ضد العبودية ومن أجل لينكولن. نشر راستر كتيبات مناهضة للعبودية وكان محررًا لصحيفة اللغة الألمانية الأكثر نفوذا في أمريكا في ذلك الوقت. ساعد في تأمين أصوات الأمريكيين الألمان في جميع أنحاء الولايات المتحدة لصالح أبراهام لينكولن. عندما توفي راسستر، نشرت شيكاغو تريبيون مقالًا بشأن خدمته كمراسل لأمريكا للولايات الألمانية قائلة: "لقد فعلت كتاباته أثناء الحرب الأهلية وبعدها المزيد لخلق فهم وتقدير للوضع الأمريكي في ألمانيا وتعويم السندات الأمريكية في أوروبا أكثر من الجهود المشتركة لجميع الوزراء والقناصل الأمريكيين.

## أواخر القرن التاسع عشر
أما بالنسبة لأي سكان مهاجرين، فإن تطوير صحافة بلغة أجنبية ساعدهم على التعرف بسهولة أكبر على وطنهم الجديد، والحفاظ على الروابط بأراضيهم الأصلية، وتوحيد مجتمعاتِهم. بحلول أواخر القرن التاسع عشر، نَشرت جرمانيا أكثر من 800 منشور. صحف يومية، مثل نيويوركر ستاتس تسايتونج، وأنزيجر دي ويستن. روج لويس، وإلينوي ستاتس-زيتونغ في شيكاغو، لقيم الطبقة المتوسطة وتشجيع الولاء العرقي الألماني بين قرائهم. كان الألمان فخورين بلغتهم، ودعموا العديد من المدارس العامة والخاصة باللغة الألمانية، وأُقيمت خدمات الكنيسة باللغة الألمانية. نشروا ما لا يُقل عن ثلثيّ جميع الصحف الأجنبية في الولايات المتحدة. كانت الصحف مملوكة ومدارة في الولايات المتحدة، دون سيطرة من ألمانيا. كما يؤكد فيتك، كانت الصحافة الألمانية الأمريكية "بشكل أساسي صحافة أمريكية منشورة بلغة أجنبية". تحدثت الصحف عن الأحداث السياسية والدبلوماسية الرئيسية التي تشمل ألمانيا بفخر ولكن من وجهة نظر قُرَائِّها الأمريكيين. على سبيل المثال، خلال النصف الثاني من القرن التاسع عشر، بدأت ما لا يُقل عن 176 صحيفة باللغة الألمانية بالعمل في مدينة سينسيناتي وحدها. توقف العديد من هذه الصحف في غضون عام، بينما استمرت بعضها، مثل صحيفة سينسيناتي فراي بريس، لمدة قرن تقريبًا. شهدت المدن الأخرى تغييرًا مماثلًا في الصحف التي أسسها المهاجرون، خاصةً فيما يتعلق بصحف الرأي، التي نَشرت قليلًا من الأخبار وركزت بدلاً من ذلك على التعليقات التحريرية.
قدم الأمريكيون الألمان دعم قوي للتعليم في العديد من المدن مثل ميلووكي، وإنشاء مدارس باللغة الألمانية وندوات تدريب المعلمين (معهد توشتر) لإعداد الطلاب والمعلمين في تدريس اللغة الألمانية. بحلول أواخر القرن التاسع عشر، تأسست شركة جرمانيا للنشر في ميلووكي؛ وكانت ناشرًا للكتب والمجلات والصحف باللغة الألمانية 
نيكولاس إي. أسس غونر 1835-1892، وهو مهاجر كاثوليكي من لوكسمبورغ، شركة النشر الكاثوليكية في دوبوك، ابنه نيكولاس إي. تولى غونر الابن 1870-1922 المسؤولية في عام 1892، وقام بتحرير جريدتين أسبوعيتين باللغة الألمانية، وهي أسبوعية باللغة الإنجليزية، وصحيفة ديلي تريبيون، الصحيفة اليومية الكاثوليكية الوحيدة التي نُشرت على الإطلاق في الولايات المتحدة.
ألمانيا كانت بلدةً كبيرةً تحتوي على العديد من المناطق الفرعية المتنوعة التي ساهموا فيها المهاجرون. كانت دوبوك قاعدة Ostfriesische Nachrichten (أخبار شرق فريزيا) من عام 1881 إلى عام 1971. ربطت 20000 مهاجر من شرق فريزلاند (أوستفريزلاند)، ألمانيا، ببعضهم البعض عبر الغرب الأوسط، وبوطنهم القديم. في ألمانيا، كان شرق فريزلاند في الغالب موضوعاً للسخرية فيما يتعلق بالريفيين المتخلفين، ولكن المحرر ليوبكي هوندلينغ يجمع ببراعة قصص ذكريات أوستفريزلاند. من خلال خلط الأخبار والرسائل والشعر والخيال والحوارات المحلية الأمريكية والمحلية الألمانية، سمحت الصحيفة باللغة الألمانية للمهاجرين بتكريم أصولهم والاحتفال بحياتهم الجديدة كمزارعين مزدهرين للغاية مع مزارع أكبر بكثير مما كان ممكنا في أوستفريزلاند. خلال الحربين العالميتين، عندما تعرضت ألمانيا لهجوم عنيف، شددت الصحيفة على دورها الإنساني، وحشدت القراء لمساعدة سكان شرق فريزلاند بأموال الإغاثة. يمكن للأجيال الشابة عادةً التحدث باللغة الألمانية ولكن لا يجيدون القراءة بها، لذا تناقصت قواعد المشتركين بمرور الوقت حيث بدأ الجمهور المستهدف في أمريكا بالتمهيد لذاته.
عشرات الآلاف من العائلات الألمانية هاجروا مباشرة إلى داكوتا. كانوا يرعون 64 صحيفة نشرت بين عقود السبعينيات وعام 1969، حين أُغلقت آخر صحيفة باللغة الألمانية. تطوّرت أدوار هذه الصحف من الحفاظ على اللغة والتراث والروابط بالبلاد القديمة، إلى تعزيز الاندماج والتمرسن الأمريكي.

## القرن العشرين
الصحف الألمانية في أمريكا الشمالية، 1922
أرثر برويس 1871-1934 كان عالم لاهوتي كاثوليكي وصحفي بارز. كان متدينًا في سانت لويس. كانت مجلته الدورية النصف شهرية باللغة الإنجليزية صوتًا محافظًا رئيسيًا يتابعه عن كثب قادة الكنيسة والمثقفون منذ عام 1894 حتى عام 1934. والده إدوارد برويس كان رئيس تحرير أهم صحيفة كاثوليكية ألمانية في الولايات المتحدة، أمريكا، من عام 1877 حتى وفاته في عام 1902؛ ثم تولاها ارثر . كان مخلصًا للكنيسة الفاتيكانية، وكان يندد بجميع أشكال التحديثية، خاصة بدعة "الأمريكية"، وكان يروج لجامعة الكاثوليك في أمريكا، وكان يعاني بسبب الهلع الأمريكي المعادي لألمانيا خلال الحرب العالمية الأولى. قدم خطابات طويلة انتقد فيها المؤتمر الوطني للرعاية الكاثوليكية، وعناصر معادية للكاثوليكية في حملة الانتخابات الرئاسية لعام 1928. دعا إلى معاملة أكثر إنصافًا للكاثوليك الأمريكيين الأفارقة، وكان من أوائل المدافعين عن إصلاح القداس بعد عام 1945، تم إطلاق قليل من النشرات الألمانية الجديدة. مثال على ذلك هو "هيووي وي دريفي" (كوتزتاون، بنسيلفانيا)، الصحيفة الألمانية الوحيدة في الولايات المتحدة، التي تأسست في عام 1997.

## أنظر أيضًا
- أمريكيون ألمان.
- صحف باللغة الألمانية في أمريكا.

الشخصيات
- روجر إيبرت
- ح. في. كالتنبورن (1878 - 1965)، أخبار راديو سي بي إس
- أنطون سي. هيسينغ (1823 - 1895)، ناشر وعمدة من القرن التاسع عشر توماس ناست (1840 - 1902)، رسام كاريكاتير من القرن التاسع عشر هيرمان راستر (1827 - 1891)، محرر وشخصية سياسية من القرن التاسع عشر
- هيرمان ريدر (1851 - 1915)، الصحف الكاثوليكية الألمانية؛ نيويوركر ستاتس-زيتونغ
- هربرت بايارد سوبي (1882 - 1958) مراسل في عالم نيويورك؛ ثلاث جوائز بوليتزر
- هنري فيلارد (1835 - 1900) مراسل شيكاغو تريبيون؛ ممول السكك الحديدية
- أوزوالد جاريسون فيلارد (1872 - 1949) مالك صحيفة نيويورك إيفنينج بوست، ومجلة الأمة؛ انعزالي ليبرالي صريح في السياسة
- مايكل فيرنر (*1965)، مؤسس وناشر صحيفة بنسلفانيا الألمانية "Hiwwe wie Driwwe"

صحف
انظر القائمة في الصحف باللغة الألمانية في الولايات المتحدة.

## أقرأ ايضًا
- أرندت وكارل جي آر وماي إي. أولسون، eds. مطبعة اللغة الألمانية للأمريكتين، 1732-1968 (3 مجلدات. ميونيخ، 1973)
- Bergquist، James M. “The German-American Press،” in Sally M. Miller، ed.، الصحافة العرقية في الولايات المتحدة: تحليل وكتيب تاريخي (1987) عبر الإنترنت ص 131-60
- كونلي، روري ت. “آرثر بريوس، المنفى الألماني الكاثوليكي في أمريكا”. المؤرخ الكاثوليكي الأمريكي (1994): 41-62. في جستور
- كونولي سميث، بيتر. ترجمة أمريكا: صحافة المهاجرين تصور الثقافة الشعبية الأمريكية، 1895-1918 (كتب سميثسونيان، 2004). 414 ص. التركيز على الصحف الأمريكية الألمانية
- جروين، هنري جون. "مذكرة عن الصحف الألمانية الأمريكية في سينسيناتي قبل عام 1860." المجلات الشهرية لدروس اللغة الألمانية (1945): 67-71. في جستور
- جروهسجال، ليا وينري. “تأريخ الصحف الألمانية التاريخية الأمريكية ونمو الصحافة العرقية الأمريكية”. الصندوق الوطني للعلوم الإنسانية.
- هربرت، إيتزلر ت. “الصحف الألمانية الأمريكية في تكساس مع إشارة خاصة إلى تكساس فولكسبلات، 1877-1889”. الفصلية التاريخية الجنوبية الغربية 57 (1954): 423-431.
- كولاس، س. جون. هائم القديس بولس: العقد الأول، 1867-1877: مرآة لتجربة المهاجرين الألمان الكاثوليك في مينيسوتا (بيتر لانغ، 1996)
- رودس، ليرا. الصحافة العرقية: تشكيل الحلم الأمريكي (بيتر لانج، 2010)
- ريختر، أنطون هـ. “‘امنحها الأفضلية‘: الصحافة الناطقة باللغة الألمانية في شمال وجنوب داكوتا.” تاريخ داكوتا الجنوبية 10 (1980): 189-209.
- روان، ستيفن. "الصحافة الألمانية في سانت لويس وميسوري في القرن التاسع عشر: إنشاء تقليد." أوراق الجمعية الببليوغرافية الأمريكية 99#3 (2005): 459-467. في جستور
- سالبرج، هارفي. “البريد الغربي لسانت لويس: اللغة الألمانية اليومية، 1857-1938.” الصحافة والاتصال الجماهيري الفصلية 45#3 (1968): 452-472. عبر الانترنت
- شور، إليوت، كين فونز وولف، وجيمس ب. دانكي، محررون. الصحافة الراديكالية الألمانية الأمريكية (مطبعة جامعة إلينوي، 1992)
- فالدنراث، الكسندر. “صحيفة اللغة الألمانية في ولاية بنسلفانيا خلال الحرب العالمية الأولى.” تاريخ بنسلفانيا (1975): 25-41. عبرالانترنت
- ويتكي، كارل. الصحافة الناطقة بالألمانية في أمريكا (1973)

## روابط خارجية
onicling America" من مكتبة الكونغرس إمكانية الوصول الرقمي الكامل إلى 24 عنوانا للصحف باللغة الألمانية - أكثر من 150،000 صفحة، مع إضافة المزيد سنويًا.
- الفئات: الصحافة في الولايات المتحدة
- الصحفيون الأمريكيون حسب الأصل العرقي أو القومي
- تاريخ وسائل الإعلام في الولايات المتحدة
- الكاثوليكية في الولايات المتحدة
- الصحف باللغة الألمانية المنشورة في الولايات المتحدة
- وسائل الإعلام باللغة الألمانية في الولايات المتحدة
- المهاجرون الألمان إلى المستعمرات الثلاثة عشر